# Basílio Antônio Maria Moreau
Basile Moreau (em francês:  Basile-Antoine Marie Moreau) foi um padre francês nascido em 11 de fevereiro de 1799, em Laigné-en-Belin, perto de Le Mans, na França, e que conheceu os efeitos devastadores da Revolução Francesa sobre as ordens religiosas. 

## Vida e obra
Ordenado sacerdote aos 22 anos, lecionou no Seminário Maior, em Le Mans, sendo seu superior-assistente. Em Le Mans, fundou a Sociedade dos Sacerdotes Auxiliares, que se dedicavam ao ministério da pregação, da educação cristã e das missões estrangeiras. 
Em 1835, a pedido do bispo, assumiu a direção dos Irmãos de São José, um instituto que tinha sido fundado em 1820 pelo padre Jacques Dujarié. Em 1 de março de 1837, os padres-auxiliares e os irmãos de São José uniram-se na Associação de Santa Cruz. Com a aprovação papal das constituições, dada em 13 de maio de 1857, esta associação se transformou na Congregação de Santa Cruz. Em 1841, para melhor responder às necessidades da missão, tanto no interior da França como no exterior, o padre Moreau fundou um grupo de religiosas. Atualmente, as irmãs formam três congregações diferentes: as Marianitas de Santa Cruz, as Irmãs da Santa Cruz e as Irmãs de Santa Cruz. 
Para responder aos pedidos dos bispos, o padre Moreau enviou equipes de padres e irmãos para a Argélia (1840) e Estados Unidos (1841); equipes de padres, irmãos e irmãs para o Canadá (1847) e para a Índia (1853); e uma equipe de irmãos para a Itália (1850). 
Atualmente, os religiosos e religiosas de Santa Cruz trabalham na Europa, América do Norte, América Latina, África e Ásia. Eles e elas exercem diversos ministérios para responder desta maneira a seu compromisso de continuar a missão de Jesus e o carisma do Padre moreau.

## Beatificação
A causa da sua canonização foi introduzida em 12 de maio de 1955, em 12 de abril de 2003 foi reconhecida a heroicidade de suas virtudes e em 28 de abril de 2006 foi reconhecido pela Santa sé a ocorrência de um milagre atribuído à sua intercessão. Foi beatificado em 15 de setembro de 2007 em cerimônia presidida pelo Cardeal José Saraiva Martins, Prefeito da Congregação para as Causas dos Santos, representando o Papa Bento XVI, em Le Mans.
Sobre ele assim se referiu João Paulo II:
| “ | Em 1837, o vosso Fundador, Venerável Basílio Antônio Maria Moreau, respondeu com generosidade e sabedoria às necessidades da época turbulenta em que viveu, dedicando-se a si mesmo e levando os seus próprios filhos espirituais, a consagrar-se à tarefa de renovação e revigoramento da sociedade francesa, através da pregação do Evangelho, da educação e da assistência às pessoas que se encontram em necessidade. Tendo começado num lugar, providencialmente chamado "Santa Cruz", a Congregação difundiu-se com rapidez inclusivamente no estrangeiro, fundando missões e instituições educativas em todos os quadrantes do mundo. | ” |

## Cronologia
- 1789 - Revolução francesa, seguida de muitos anos de perseguição à Igreja.
- 1799 - 11 de fevereiro, nascimento de Basílio Moreau em Laigné-en-Belin, na diocese de Le Mans, na França.
- 1801 - 1802 - Concordata entre Napoleão e o papa Pio VII. A Igreja reencontra em grande parte a sua liberdade.
- 1808 - Basílio começa os seus estudos na casa paroquial de Laigné.
- 1814 - Ele ingressa no colégio-seminário de Château-Gontier.
- 1817 - Basílio ingressa no Seminário de Filosofia de Le Mans.
- 1818-1821 - Anos que passa no Seminário Maior.
- 1821 - 12 de agosto. É ordenado presbítero com apenas 22 anos.
- 1821-1822 - Um ano de teologia no Seminário de Saint-Sulpice em Paris.
- 1822-1823 - Um ano de aprofundamento espiritual na Soledade de Issy.
- 1823-1825 - Ensina Filosofia no seminário de filosofia de Le Mans.
- 1825 - Torna-se professor de Dogma no Seminário Maior; é nomeado cônego honorário.
- 1830 - Nova revolução política na França. A Igreja é novamente perseguida.
- 1830 - Em outubro Basílio torna-se professor de Sagrada Escritura.
- 1833 - Basílio Moreau torna-se co-fundador do mosteiro do Bom Pastor de Le Mans que cuida de delinqüentes. É nomeado superior eclesiástico dessa instituição.
- 1834 - Em janeiro é nomeado vice-superior do Seminário, sem deixar de ensinar e de assumir outras tarefas alhures.
- 1835 - Em junho, o bispo de Le Mans aprova o projeto de agrupar jovens padres para a pregação em paróquias rurais.
- 1835 - Em agosto, Basílio é nomeado pelo seu bispo superior dos irmãos de São José de Ruillé.
- 1837 - O padre Moreau promove um acordo entre os irmãos e os padres auxiliares, acordo esse que foi considerado como a data de fundação da Congregação de Santa Cruz.
- 1839 - Envio dos primeiros  missionários à diocese da Argélia.
- 1840 - A 15 de agosto, muitos irmãos e padres, entre eles o próprio Basílio, pronunciam os três votos religiosos: pobreza, obediência e castidade.
- 1847 - Envio de 14 padres, irmãos e irmãs, juntos, ao Canadá, ao norte de Montreal. No mesmo ano, o padre Moreau publica as regras comuns e particulares da Congregação de Santa Cruz.
- 1848 - Nova revolução na França, de corte socialista. Os operários, tecelões de Le Mans, ameaçam incendiar o Colégio de Santa Cruz.
- 1850 - A 26 de novembro, o padre Moreau é recebido em audiência pelo papa Pio IX. Está em Roma para assumir o orfanato instalado na casa paroquial de Santa Prisca.
- 1853 - Chegada dos primeiros missionários (padres e irmãos) à Daca, na Bengala Oriental.
- 1855 - Compra de Casa de Santa Brígida em Roma. No mesmo ano, no outono, provação mística do padre Moreau.
- 1856 - Fundação na Cracóvia, Polônia. A congregação assume um orfanato. Envio de três irmãos.
- 1857 - Aprovação definitiva da congregação de Santa Cruz (padres e irmãos). Grande celebração de ação de graças em Le Mans. Em julho e agosto, o padre Moreau visita as fundações do Canadá e dos Estados Unidos.
- 1857-1860 - Três dos principais colaboradores do padre Moreau criticam a sua administração.
- 1860 - O padre Moreau oferece a sua demissão ao término do capítulo geral em agosto.
- 1861-1865 - As acusações contra o padre Moreau são levadas a Roma. A Santa Sé pede ao bispo de Le Mans que presida o Capítulo Geral de 1863, o que não é o bastante para pacificar as tensões.
- 1866 - A demissão do fundador de Santa Cruz é aceita pelo papa. O padre Moreau torna-se pregador de retiro nas paróquias rurais na região de Le Mans.
- 1867 - Aprovação das Marianitas de Santa Cruz de Le Mans pelo papa.
- 1868 - O padre Moreau é forçado a ir a Roma para o Capítulo Geral Especial aberto pelo cardeal Barnabo. O padre Édourd Sorin, superior da casa de Indiana, é eleito superior geral, e a venda da Casa Mãe de Le Mans é autorizada na mesma cidade.
- 1869-1871 - O padre Moreau sente-se obrigado em consciência a intervir na liquidação da Casa Mãe. Ele, ao mesmo tempo, continua com as suas pregações, que alcançam um grande êxito.
- 1873 - No dia 1° de janeiro o padre Moreau cai doente, quando substituía um pároco, bem próximo de Le Mans. Ele deverá ficar de cama e não mais se levantará. Falece no dia 20 de janeiro, na pequena casa em que ele morava com as suas duas irmãs de sangue, assistido pela superiora fundadora, madre Marie-des-Sept-Douleurs. Os seus restos são sepultados no cemitério da comunidade em Le Mans.
- 1874-1893 - O fundador é esquecido pela congregação dos padres e dos irmãos. As Marianitas permanecem mais fiéis à sua memória, principalmente as da França.
- 1893-1945 - Os superiores gerais que sucedem ao padre Moreau tentam reavivar a veneração pelo fundador e a devoção à sua pessoa.
- 1941 - Envio de missionários, padres e irmãos, à diocese de Vincennes, Indiana, nos Estados Unidos. No mesmo ano, padre Moreau funda as Marianitas de Santa Cruz, ramo feminino da congregação.
- 1943 - Envio das Marianitas de Santa Cruz aos Estados Unidos, à época em que os padres e irmãos se estabeleceram, no norte desse estado.
- 1946 - A causa da sua beatificação é introduzida na diocese de Le Mans.
- 1955 - A causa da sua beatificação é introduzida em Roma; o túmulo do padre Moreau é então aberto, seus restos são verificados e depositados num cofre selado, instalado solenemente na cripta sob o santuário da Igreja que o fundador fizera construir como capela da Casa Mãe e do colégio fundado por ele. A sua causa, que progredira muito nos inícios, foi colocada em compasso de espera.
- 1974-1994 - Retomada da causa segundo documentos históricos.
- 1994 - Apresentação à Congregação Vaticana para a Causa dos Santos do estudo sobre as virtudes do fundador de Santa Cruz.
- 2003 - No dia 31 de janeiro, esse estudo é aprovado pelos teólogos de Roma, depois, em março, por um grupo de 14 cardeais e, enfim, no dia 12 de abril, o papa proclamava oficialmente a heroicidade das virtudes do servo de Deus, Basílio Moreau.